# Stefano Ladislao II
Ladislao Nemanjić, noto come Stefano Ladislao II o Ladislao II (in serbo Владислав Немањић?; 1280 – 1326), è stato un sovrano serbo, Re di Sirmia dal 1316 al 1324 nonché pretendente al trono del Regno di Serbia.

## Biografia
Nacque intorno al 1280 come primogenito di Stefano Dragutin, Re di Serbia, e Caterina d'Ungheria.
Nel 1282 il padre, probabilmente a causa di una rovinosa caduta da cavallo, fu costretto ad abdicare e pertanto strinse l'accordo di Deževa col fratello minore Milutin al quale accordò la corona serba a patto che alla sua morte gli succedesse uno dei figli di Dragutin. Contestualmente Dragutin ottenne il dominio di alcuni territori nella Serbia settentrionale, dando vita al Regno di Sirmia.
Nell'ambito della guerra di successione scoppiata in Ungheria dopo l'assassinio di Ladislao IV, la sua famiglia sostenne la pretesa angioina di Carlo Martello e come ricompensa quest'ultimo nominò Ladislao Duca di Slavonia nel 1292, sebbene vi furono alcuni tentativi di riconciliazione con l'antagonista di Carlo Martello, ossia Andrea III; fu in questo contesto probabilmente che nel 1293 Ladislao sposò la nobildonna veneziana Costanza Morosini, nipote della regina d'Ungheria Tomasina (che era a sua volta madre di Andrea).
Alla morte del padre Ladislao divenne Re di Sirmia ma lo zio Milutin lo imprigionò. Liberatosi probabilmente dopo la morte di Milutin nel 1321, ripristinò il suo dominio in Sirmia e tentò invano di impadronirsi del trono serbo con l'aiuto degli Ungheresi e di Stefano II, bano di Bosnia. Sconfitto, si rifugiò in Ungheria nel 1324 dove morì poco dopo.

## Ascendenza
|                     |                      |                      | Genitori |  |  | Nonni          |  |  | Bisnonni            |  |
|                     |                      |                      |          |  |  | Stefano Uroš I |  |  | Stefano Prvovenčani |  |
|                     |                      |                      |          |  |  | Stefano Uroš I |  |  | Stefano Prvovenčani |  |
|                     |                      | Anna Dandola         |          |  |  | Stefano Uroš I |  |  |                     |  |
| Stefano Dragutin    |                      |                      |          |  |  | Stefano Uroš I |  |  |                     |  |
|                     |                      | Elena d'Angiò        | …        |  |  |                |  |  |                     |  |
|                     |                      | Elena d'Angiò        | …        |  |  |                |  |  |                     |  |
|                     |                      | Elena d'Angiò        | …        |  |  |                |  |  |                     |  |
| Ladislao            |                      | Elena d'Angiò        |          |  |  |                |  |  |                     |  |
|                     | Stefano V d'Ungheria | Béla IV d'Ungheria   |          |  |  |                |  |  |                     |  |
|                     | Stefano V d'Ungheria | Béla IV d'Ungheria   |          |  |  |                |  |  |                     |  |
|                     | Stefano V d'Ungheria | Maria Lascarina      |          |  |  |                |  |  |                     |  |
| Caterina d'Ungheria | Stefano V d'Ungheria |                      |          |  |  |                |  |  |                     |  |
|                     |                      | Elisabetta la Cumana | …        |  |  |                |  |  |                     |  |
|                     |                      | Elisabetta la Cumana | …        |  |  |                |  |  |                     |  |
|                     |                      | Elisabetta la Cumana | …        |  |  |                |  |  |                     |  |
|                     |                      | Elisabetta la Cumana |          |  |  |                |  |  |                     |  |